# Aston Martin DB2
Az Aston Martin DB2 volt a márka utolsó különálló alvázas és karosszériás modellje. A DB2 volt az utolsó különálló alvázas és karosszériás Aston Martin. A motorházban a Bentley által tervezett soros hathengeres erőforrás rejtőzött.

## Története
1950-ben bocsátották ki az Aston Martin DB2-est. A négyüléses változatot, a DB2/4-est 1953-ban mutatták be. 1954-ben a 2,6 literes két vezérműtengelyes erőforrás mellett bevezetnek egy 2,9 literes, 140 lóerőset is. Az erősebb Mark II verziót 1955-ben bocsátották ki. 1957-ben pedig a Mark III típust mutatták be a Genfi Autószalonon. A gyártás 1959-ben fejezték be.

## Jellemzés

### Két vezérműtengelyes motor
A Walter Owen Bentley által tervezett két vezérműtengelyes, soros hathengeres motor legnagyobb teljesítménye 164 lóerő volt, így könnyedén teljesítette a Le Mans-i 24 órás autóversenyt.

### Négyfokozatú váltó
David Brown sebességváltókat gyártott, mielőtt megvásárolta az Aston Martin vállalatot. A DB2 természetesen David Brown váltót kapott. A három felső fokozat szinkronizált.

### Karosszéria
A Mulliner, később a Tickford nevű karosszériaépítő műhelyek készítették a kocsi alumínium felépítményét.
A motorhoz és az első futóműhöz a DB2 egész orrborításának felhajtásával könnyedén hozzá lehetett férni. Kis, nyitható hátsó ajtajával a kupészerű szedán verzió a világ első sportos hatchbackje.

### Merev tengely
A hátsó futómű egyszerű merev tengelyt, négy hosszanti csatolt lengőkart és keresztirányú rögzítőrudat jelentett.